# 玉垒乡
玉垒乡，是中华人民共和国甘肃省陇南市文县下辖的一个乡镇级行政单位。

## 行政区划
玉垒乡下辖以下地区：
大山村、蒿坪村、齐心坝村、马家沟村、何家坪村、徐家湾村、李家坪村、余家村、玉垒坪村、筏子坝村、黄路坝村和冉家村。